# Locustella thoracica
El zarzalero moteado (Locustella thoracica) es una especie de ave paseriforme de la familia Locustellidae propia de las montañas de Asia.

## Distribución y hábitat
El zarzalero moteado se encuentra en el Himalaya central y oriental y las montañas que circundan la meseta tibetana por el este, distribuido por el norte de la India, Bangladés, Bután, Nepal Birmania, oeste de China, India y Laos.